# Albert király épület
Az Albert király épület (angolul: King Albert Hall) a Portlandi Állami Egyetem 64 szobás kollégiuma az Amerikai Egyesült Államok Oregon államának Portland városában. Névadója I. Albert belga király.

## Története
1918 februárjában adták át a 11. és Montgomery utcák sarkán. Eredeti házszáma 385 volt, de ez az 1933-as utcarendezéskor 1809-re módosult. Elkészültét követően eredeti tulajdonosa, Herbert Gordon ingatlanügynök és képviselő 125 ezer dollárért eladta A. C. Ruby lótenyésztőnek. A 16 kettő- és 51 háromágyas szobából álló kollégiumot keményfapadlóval, csempézett fürdőszobával, öltözőszobával és lifttel hirdették.
Ruby halála után a tulajdonjog fiára szállt, aki 1934-ben egy 250 ezer dollár értékű csere keretében a Davenport Farmért C. R. Reed lótenyésztőnek adta.
1969-ben lett az egyetem tulajdona.

## Fordítás
- Ez a szócikk részben vagy egészben  a   King Albert Hall (Portland State University) című angol Wikipédia-szócikk ezen változatának fordításán alapul.  Az eredeti cikk szerkesztőit annak laptörténete sorolja fel. Ez a jelzés csupán a megfogalmazás eredetét és a szerzői jogokat jelzi, nem szolgál a cikkben szereplő információk forrásmegjelöléseként.